# Umbertide
Umbertide je italská obec v provincii Perugia v oblasti Umbrie.
V roce 2012 zde žilo 16 628 obyvatel.

## Sousední obce
Città di Castello, Cortona (AR), Gubbio, Lisciano Niccone, Magione, Montone, Passignano sul Trasimeno, Perugia, Pietralunga

## Vývoj počtu obyvatel
Zdroj: 